# 오경 (불교)
5경(五境, 산스크리트어: pañcārthāh, 산스크리트어: pañcā-visaya)은 5근(五根)의 대상이 되고 5식(五識)에 의하여 알게 되는 색(色, 색깔과 모양과 크기) · 성(聲, 소리) · 향(香, 냄새) · 미(味, 맛) · 촉(觸, 감촉)을 말한다. 5진(五塵)이라고도 한다.
경(境, 산스크리트어: artha, 산스크리트어: visaya)은 경계(境界)의 의미이다. 경계라는 낱말에는 세력이 미치는 범위와 인식작용의 대상이라는 두 가지 뜻이 있다. 따라서 5경은 5근의 세력이 미치는 범위이자 5근의 인식작용의 대상인 사물들을 총칭하는 말이다. 예를 들어, 색경(色境, 색깔과 모양과 크기)은 안근(眼根)의 세력이 미치는 범위이며, 또한 안근(眼根)의 인식작용의 대상이다.

## 색경
색경(色境)은 안근(眼根)의 세력이 미치는 범위이자 안근의 인식작용의 대상이다. 설일체유부의 교학에 따르면, 색경은 색깔을 뜻하는 현색(顯色, 산스크리트어: varṇa-rūpa)과 모양과 크기를 뜻하는 형색(形色, saṃsthāna-rūpa)의 두 가지로 나뉘는데, 12가지의 현색과 8가지의 형색의 총 20가지의 색(色, 색깔과 모양과 크기)이 있다.
현색(顯色, 색깔)에는 청(靑, 파란색) · 황(黃, 노란색) · 적(赤, 빨간색) · 백(白, 흰색) · 구름[雲] · 연기[煙] · 먼지[塵, 티끌] · 안개[霧] · 그림자[影] · 빛[光, 햇빛] · 밝음[明, 햇빛 이외의 빛] · 어둠[闇]의 12가지가 있다. 여기서 뒤의 8가지는 앞의 청황적백의 4가지 기본색의 차별이다.
형색(形色, 모양와 크기)에는 장(長, 김) · 단(短, 짦음) · 방(方, 네모짐) · 원(圓, 둥금) · 고(高, 튀어나옴) · 하(下, 들어감) · 정(正, 평평함, 고름) · 부정(不正, 평평하지 않음, 고르지 않음)의 8가지가 있다.
이상의 견해가 설일체유부의 정통적 견해였는데, 이것은, 달리 말하면, 설일체유부에서는 안근(眼根)의 인식작용으로 성립되는 안식(眼識), 즉 시각(視覺) 또는 시의식(視意識)의 본질은 사물의 색깔과 모양과 크기(長과 短)를 인식하는 것이라고 규정하고 있는 것이다.

## 성경
성경(聲境)은 이근(耳根)의 세력이 미치는 범위이자 이근의 인식작용의 대상이다. 설일체유부의 교학에 따르면, 성경은 아래 목록과 같이 분류되어 최종적으로 8종이 있다. 즉, 분류 기준으로 유정 · 비유정의 소리,
언어적 · 비언어적 소리,
즐거운 · 불쾌한 소리의 기준이 적용되고 있다. 이 8종의 분류는 결국 듣기 좋은 소리인지 아닌지를 8종으로 세분한 것일 뿐인데, 소리에 대한 마음의 반응은, 크게 보면, 단순한 소리이건 음율이 담긴 소리이건 뜻이 담긴 말이건 간에 듣기 좋은가 아닌가에 좌우되기 때문이다.
- 유정(有情, 생물체: 예를 들어, 사람·동물)이 내는 소리
  - 언어적인 소리
    - 즐거운 소리: (예) 사람이 [입을 통해] 내는 노래소리
    - 불쾌한 소리: (예) 사람이 [입을 통해] 내는 꾸짖는 소리

  - 비언어적인 소리
    - 즐거운 소리: (예) 사람이 장단에 맞추어 내어 손뼉소리
    - 불쾌한 소리: (예) 사람이 주위를 환기시키기 위해 내는 손뼉소리
- 비유정(非有情, 무생물체: 예를 들어, 귀신·악기·바람·숲·강)이 내는 소리
  - 언어적인 소리
    - 즐거운 소리: (예) 귀신이 [입을 통해] 내는 부드러운 소리
    - 불쾌한 소리: (예) 귀신이 [입을 통해] 내는 꾸짖는 소리

  - 비언어적인 소리
    - 즐거운 소리: (예) 악기가 내는 협화음의 소리
    - 불쾌한 소리: (예) 악기가 내는 불협화음의 소리, 천둥 소리

## 향경
향경(香境)은 비근(鼻根)의 세력이 미치는 범위이자 비근의 인식작용의 대상이다. 설일체유부의 교학에 따르면, 향경은 아래 목록과 같이 분류되어 최종적으로 4종이 있다. 즉, 분류 기준으로 좋은[好] · 나쁜[惡] 냄새, 몸에 이로운[等] · 해로운[不等] 냄새의 기준이 적용되고 있다.
- 호향(好香)
  - 등향(等香) : 향기도 좋고 몸에도 이로운 냄새
  - 부등향(不等香) : 향기는 좋으나 몸에는 해로운 냄새
- 오향(惡香)
  - 등향(等香) : 향기는 나쁘나 몸에는 이로운 냄새
  - 부등향(不等香) : 향기도 나쁘고 몸에도 해로운 냄새

한편 《품류족론》에서는 위의 4향(四香)과는 달리, 호향(好香: 좋은 냄새) · 오향(惡香: 나쁜 냄새) · 평등향(平等香: 좋지도 나쁘지도 않은 냄새)의 3향(三香)으로 분류하고 있다.

## 미경
미경(味境)은 설근(舌根)의 세력이 미치는 범위이자 설근의 인식작용의 대상이다. 설일체유부의 교학에 따르면, 미경에는 감(甘, 단맛), 초(酢, 신맛), 함(鹹, 짠맛), 신(辛, 매운맛), 고(苦, 쓴맛), 담(淡, 담백한맛)의 6미(六味), 즉 6가지 맛이 있다.

## 촉경
촉경(觸境)은 신근(身根)의 세력이 미치는 범위이자 신근의 인식작용의 대상이다.
설일체유부의 교학에 따르면, 촉경에는 총 11가지의 촉처(觸處, 감촉의 대상)가 있다. 먼저, 지·수·화·풍의 4대종(四大種)이 촉경에 들어가며, 나머지 7가지는 4대종의 결합에 의해 형성된 소조촉(所造觸: 4대종에 의해 만들어진 촉처)들이다. 이 7소조촉은 활(滑, 매끄러움) · 삽(澁, 거침) · 중(重, 무거움) · 경(輕, 가벼움) · 냉(冷, 차가움) · 기(飢, 허기짐) · 갈(渴, 목마름)이다.
《구사론》 등에서는 7소조촉에 대해 다음과 같이 설명하고 있다.
- 활(滑, 매끄러움)은 유연(柔軟)함을 말하는데, 수대(水大) · 화대(火大)의 2대종이 강성한 것이다.
- 삽(澁, 거침)은 거칠고 강함[麁強]을 말하는데, 지대(地大) · 풍대(風大)의 2대종이 강성한 것이다.
- 중(重, 무거움)은 칭량(稱量: 무게를 닮)할 수 있는 것을 말하는데, 지대(地大) · 수대(水大)의 2대종이 강성한 것이다.
- 경(輕, 가벼움)은 칭량(稱量: 무게를 닮)할 수 없는 것을 말하는데, 화대(火大) · 풍대(風大)의 2대종이 강성한 것이다.
- 냉(冷, 차가움)은 따뜻[煖]해지기를 바라는 것을 말하는데, 수대(水大) · 풍대(風大)의 2대종이 강성한 것이다.
- 기(飢, 허기짐)는 먹기[食]를 바라는 것을 말하는데, 풍대(風大)의 1대종이 강성한 것이다.
- 갈(渴, 목마름)는 마시기[飲]를 바라는 것을 말하는데, 화대(火大)의 1대종이 강성한 것이다.

위의 7소조촉 중 앞의 4가지, 즉 활 · 삽 · 중 · 경은 4대종 중 2가지가 강성해져서 나타난 현재 상태, 즉 결과[果]에 따라 명칭을 설정한 것이다. 반면, 뒤의 3가지, 즉 냉 · 기 · 갈은 원인[因]에 따라 결과[果]의 명칭을 설정한 것이다.  말하자면, 어떤 사물이 따뜻해지려는 욕구, 즉 원인[因]을 가지고 있다면 그 사물의 현재 상태, 즉 결과[果]는 냉(冷, 차가움)의 상태라는 것이 설일체유부의 주장이다. 달리 말해, 냉(冷, 차가움)은 4대종 중에 특히 수대(水大)와 풍대(風大)의 2대종이 강성해지면 나타나는 것인데, 이렇게 하여 형성된 냉(冷, 차가움)은 내재적으로 화대(火大)를 강성하게 하려는 욕구를 지닌다는 것이다.

## 참고 문헌
- 이 문서에는 다음커뮤니케이션(현 카카오)에서 GFDL 또는 CC-SA 라이선스로 배포한 글로벌 세계대백과사전의 내용을 기초로 작성된 글이 포함되어 있습니다.
- 권오민 (2003). 《아비달마불교》. 민족사.
- 남수영 (1998). 〈'유식이십론'의 극미설 비판〉. 《인도철학 제7집》. 인도철학회. 민족사.
- 세친 지음, 현장 한역, 권오민 번역. 《아비달마구사론》. 한글대장경 검색시스템 - 전자불전연구소 / 동국역경원. |title=에 외부 링크가 있음 (도움말)
- 운허.  동국역경원 편집, 편집. 《불교 사전》. |title=에 외부 링크가 있음 (도움말)
- 최봉수 (1999). 〈색온에서의 색의 의미 - 구사론과 청정도론의 색온론을 비교하여〉. 《불교학보》.
- (중국어) 星雲. 《佛光大辭典(불광대사전)》 3판. |title=에 외부 링크가 있음 (도움말)
- (중국어) 세우 조, 현장 한역 (T.1542). 《아비달마품류족론(阿毘達磨品類足論)》. 대정신수대장경. T26, No. 1542, CBETA. |title=에 외부 링크가 있음 (도움말)
- (중국어) 세친 조, 현장 한역 (T.1558). 《아비달마구사론(大乘百法明門論)》. 대정신수대장경. T29, No. 1558, CBETA. |title=에 외부 링크가 있음 (도움말)

## 주해
1. ↑  
《구사론》에서는 유정 · 비유정의 소리라고 말하지 않고, '유집수 대종(有執受 大種)에 근거한 소리'와 '무집수 대종(無執受 大種)에 근거한 소리'라는 전문적인 표현을 사용하고 있다.
유집수(有執受)는 '감각[受 또는 情]이 있다'는 것을 말하며, 대종(大種)은 지·수·화·풍 4대종을 말한다. 따라서, 유집수 대종(有執受 大種)의 극미들이 모여서 형성되는 몸은 '감각[受 또는 情]을 가진' 몸이 되며, 이는 곧  유정(有情), 즉 사람·동물 등의 생물의 몸이다. 마찬가지로, 무집수 대종(無執受 大種)으로 형성되는 몸은 '감각[受 또는 情]을 가지지 않는' 몸이 되며, 이는 곧 비유정(非有情), 즉 귀신·악기·바람·숲·강 등의 무생물의 몸이다. '유집수 대종(有執受 大種)에 근거한 소리'는 결국 유정(有情)이 자신의 몸 또는 몸의 일부를 이용해 내는 온갖 소리를 말한다. 즉, 입을 통해 나오는 언어적인 소리인 말[言]이나, 두 손을 이용해 나오는 비언어적인 소리인 손뼉 등의 모든 소리를 말한다. '무집수 대종(無執受 大種)에 근거한 소리'는 귀신·악기·바람·숲·강 등의 비유정(非有情)이 자신의 몸 또는 몸의 일부를 이용해 내는 온갖 소리를 말한다. 결론적으로, 유집수는 유정을, 무집수는 비유정을 뜻한다.
2. ↑  
《구사론》에서는 언어적 · 비언어적 소리라고 말하지 않고, 유정명성(有情名聲)과 비유정명성(非有情名聲)이라는 전문적인 표현을 사용하고 있다. 유정명성(有情名聲)은 '유정(有情)의 개념[名]적인 소리[聲]'라는 뜻으로, 따라서 사람의 말[言]처럼 의미를 가진 소리를 말한다. 따라서, 비유정(非有情) 중에서 귀신이 하는 말도 유정명성(有情名聲)에 속한다. 비유정명성(非有情名聲)은 비유정이 말하는 개념적인 소리라는 뜻이 아니라, 유정명성(有情名聲)인 아닌 소리를 뜻한다. 단순하게 말하자면, 사람이건 귀신이건 입이 있는 존재가 하는 말[言]은 유정명성(有情名聲)이고 그밖의  모든 소리는 비유정명성(非有情名聲)이다. 따라서, 유정명성(有情名聲)을 언어적 소리, 비유정명성(非有情名聲)을 비언어적 소리라고 할 수 있다.
3. ↑  
《구사론》에서, 즐거운 소리의 한자어는 가의성(可意聲: 문자 그대로는 '마음에 드는 소리')이며, 불쾌한 소리의 한자어는 불가의성(不可意聲: 문자 그대로는 '마음에 들지 않는 소리')이다.